# Sjosja
Sjosja (russisk: Шоша, tr. Sjosja) er en flod i Tver og Moskva oblast i Rusland. Den er en højre biflod til Volga og munder ud i Ivankovskojereservoiret. Floden er 163 km lang, med et afvandingsareal på 3.080 km². Sjosja tilfrosset fra november–december frem til månedsskiftet marts–april.